# 마르코 엔리케스오미나미

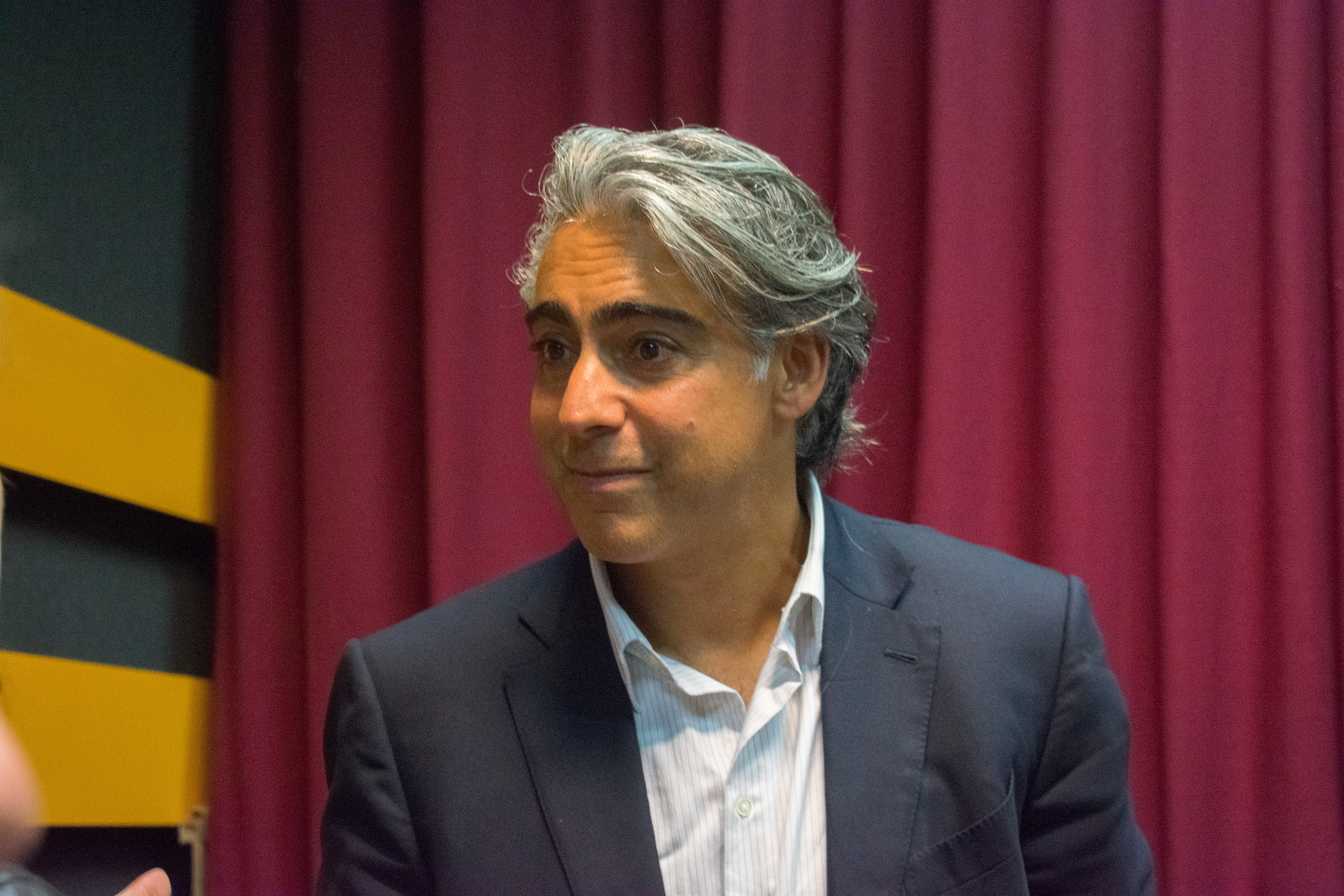

마르코 안토니오 엔리케스오미나미 구무시오(스페인어: Marco Antonio Enríquez-Ominami Gumucio, 1973년 6월 12일~)는 칠레-프랑스 이중국적을 보유한 영화감독, 정치인이다. 2006년부터 2010년까지 사회당 소속 국회의원을 지냈으며, 2009년 사회당을 탈당하고 무소속으로 대선에 도전해 20%의 득표율로 3위를 기록한 바 있다. 이후 2010년 진보당을 창당하고 현재까지 대표로 있는 중이다.
그는 혁명좌파운동의 대표 미겔 엔리케스와 사회학자 마누엘라 구무시오의 아들이며, 양아버지 카를로스 오미나미는 전 상원의원이다. TV 출연자 카렌 도겐바일러와의 슬하에 2명의 자녀를 두고 있다. 이름이 긴 탓에 이니셜인 MEO 또는 ME-O로 불리고 있다.

## 역대 선거 결과
| 선거명           | 직책명        | 대수 | 정당   | 득표율 | 득표수      | 결과 | 당락 |
| ---------------- | ------------- | ---- | ------ | ------ | ----------- | ---- | ---- |
| 2009-2010년 선거 | 칠레의 대통령 | 40대 | 무소속 | 20.14% | 1,405,124표 | 3위  | 낙선 |
| 2013년 선거      | 칠레의 대통령 | 41대 | 진보당 | 10.98% | 723,542표   | 3위  | 낙선 |
| 2017년 선거      | 칠레의 대통령 | 42대 | 진보당 | 5.71%  | 376,871표   | 6위  | 낙선 |
| 2021년 선거      | 칠레의 대통령 | 43대 | 진보당 | 7.60%  | 534,383표   | 6위  | 낙선 |